# Décimo-terceiro problema de Hilbert
Na matemática, o décimo-terceiro problema de Hilbert foi proposto por David Hilbert em 1900, sendo esse um dos seus 23 problemas. 
O problema originalmente proposto era tentar demonstrar que uma equação genérica do sétimo grau, ou seja,
f7 + x f3 + y f2 + z f + 1 = 0 
não pode ser resolvida com a ajuda de funções contínuas de uma variável.

## Motivação

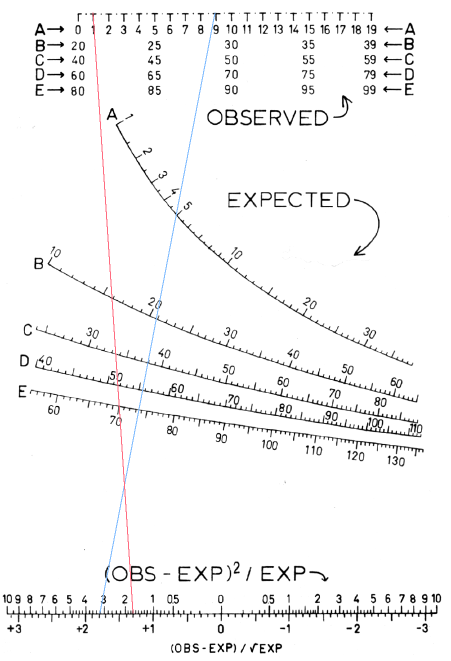
Um nomograma para resolver as contas associadas ao teste χ^{2}. A motivação de Hilbert era construir nomogramas para resolver a equação do sétimo grau.

A motivação de Hilbert era a nomografia. Na nomografia, equações são resolvidas de forma gráfica, através do desenho de famílias de curvas de um parâmetro, o que, matematicamente, equivale a resolver estas equações através de funções de um argumento, e as operações de soma, subtração, multiplicação e divisão.
Toda equação em duas variáveis podia ser resolvida pela nomografia. Analogamente, as equações até o sexto grau também podiam, porque, no caso das que são solúveis por radicais, a solução é imediata, pois a extração de raízes pode ser feita pela nomografia, e as equações do quinto e sexto grau podem ser reduzidas, através de métodos que envolvem apenas a extração de raízes, a equações que dependem apenas de duas variáveis.
Para a equação do sétimo grau, porém, a simplificação resulta em uma equação, na variável f, do tipo:
f7 + x f3 + y f2 + z f + 1 = 0
e Hilbert conjecturou que esta equação não poderia ser resolvida com a ajuda de funções contínuas de dois argumentos.
Hilbert já sabia da solução de Maurice d'Ocagne, que resolveu a equação do sétimo grau pela nomografia, usando elementos móveis.

## Solução
A solução do problema foi dada por Andrei Kolmogorov e Vladimir Arnold, em 1957, que demonstraram uma forma ainda mais genérica da proposta, a saber:
Seja f uma função contínua em várias variáveis. Então f pode ser escrita através de uma composição finita de funções contínuas de uma única variável e a operação binária de adição.
Por exemplo:
f(x,y) = x y pode ser escrita como f(x,y) = exp(log x + log y)
f(x,y,z) = xy / x pode ser escrita como f(x, y, z) = exp(exp(log y + log log x) + (-log z))

## Implicações
A essência do problema é a pergunta sobre se existem verdadeiras funções multivaridas, ou se as funções multivariadas são apenas uma superposição de funções univariadas e a soma. O que Kolmogorov e Arnold demonstraram, neste sentido, foi que a única função realmente multivariada é a soma, já que qualquer outra pode ser escrita usando-se funções univariadas e a soma.